# تشارلز بيرلتز
تشارلز بيرلتز عالم لغوي وكاتب أمريكي ولد 24 نوفمبر 1914 في نيويورك ومات 18 ديسمبر 2003 في تاماراك بولاية فلوريدا . كتبه عن الظواهر الخارقة جعلته مشهوراً.

## السيرة الذاتية
تشارلز بيرلتز هو حفيد ماكسيميليان دي بيرلتز ، مؤسس مدرسة بيرلتز عام 1878. كان يحدث بثلاثين لغة. تخرج من جامعة ييل عام 1936.
ألف العديد من الكتب التي تناولت موضوع الظواهر الخارقة. وشكل كتاب حادثة روزويل ، الذي ظهر في عام 1980 ، أساس معظم نظريات المؤامرة المحيطة بحادثة روزويل . هو أيضًا مؤلف كتاب يدافع عن وجود أتلانتس. يعتبر تشارلز بيرلتز بشكل عام روائيًا ذا موهبة عظيمة نجح في إقناع العديد من قرائه بصدق أعماله الروائية.
يقدم أشهر أعماله ، مثلث برمودا ، الذي نُشر في عام 1974 وبيع منه 20 مليون نسخة ، تفسيراً خارقاً لاختفاء الطائرات والقوارب في هذه المنطقة الجغرافية. ونال هذا الكتاب انتقادا على نطاق واسع بسبب عرضه الجزئي للحقائق ، وعدم وجود مسافة نقدية وعلمية .

## أعماله
- 1974 : مثلث برمودا
- 1977 : بدون أثر
- 1979 : تجربة فيلادلفيا - إخفاء المشروع
- 1980 : حادثة روزويل
- 1981 : يوم القيامة 1999 م
- 1984 : أتلانتس: الكشف عن القارة المفقودة ، الناشر: ماكميلان لندن
- 1984 : اتلانتس - القارة الثامنة
- 1987 : سفينة نوح المفقودة: بحثًا عن الفلك في أرارات
- 1989 : مثلث التنين
- سر اتلانتس
- بدون أثر: المزيد من الأدلة من مثلث برمودا
- ألغاز من عوالم منسية
- 1995 : حادثة روزويل - عالم الظواهر الغريبة

## طالع كذلك

### مقالات ذات صلة
- اتلانتس
- تجربة فيلادلفيا
- مثلث برمودا